# DAR Constitution Hall
DAR Constitution Hall ist ein Konzertsaal in Washington, D.C. Er wurde im Jahre 1929 durch die Töchter der Amerikanischen Revolution (DAR) erbaut, als die Memorial Continental Hall nicht mehr ausreichend war, um dort ihren jährlichen Kongress abzuhalten. Später wurden die zwei Gebäude durch ein drittes verbunden, welches das DAR-Museum, Verwaltungsbüros und eine genealogische Bibliothek beherbergt. Die DAR Constitution Hall ist immer noch im Besitz der National Society of Daughters of the American Revolution und wird auch von dieser betrieben. Der Konzertsaal wurde am 16. September 1985 zur  National Historic Landmark erklärt und im National Register of Historic Places verzeichnet.

## Beschreibung
Das Gebäude wurde von dem Architekten John Russell Pope entworfen. Es befindet sich in der 1776 D St. NW, direkt östlich des Innenministeriums, zwischen dem Sitz des amerikanischen Roten Kreuzes und der Organisation Amerikanischer Staaten, gegenüber der Ellipse vor dem Weißen Haus. Der Saal fasst 3702 Sitzplätze, davon 2208 in den Rängen und 1234 auf Orchesterniveau. Zusätzlich trennen 52 Logen (mit jeweils fünf Sitzplätzen) das Orchester von den Rängen, darunter befindet sich die Präsidentenloge.
Der Saal ist im neoklassizistischen Stil erbaut, mit einer Kalksteinfassade aus Alabama. Das Haus beherbergt das größte Auditorium in Washington. Das Auditorium ist mit seinem u-förmigen Balkon ungewöhnlich. Diese Bauweise wurde notwendig, um die enorme Menge der Bestuhlungen zu ermöglichen, unter Beibehaltung einer guten Sicht. Der Zuschauerraum ist mit einer Skinner-Pfeifenorgel ausgestattet.

## Veranstaltungen

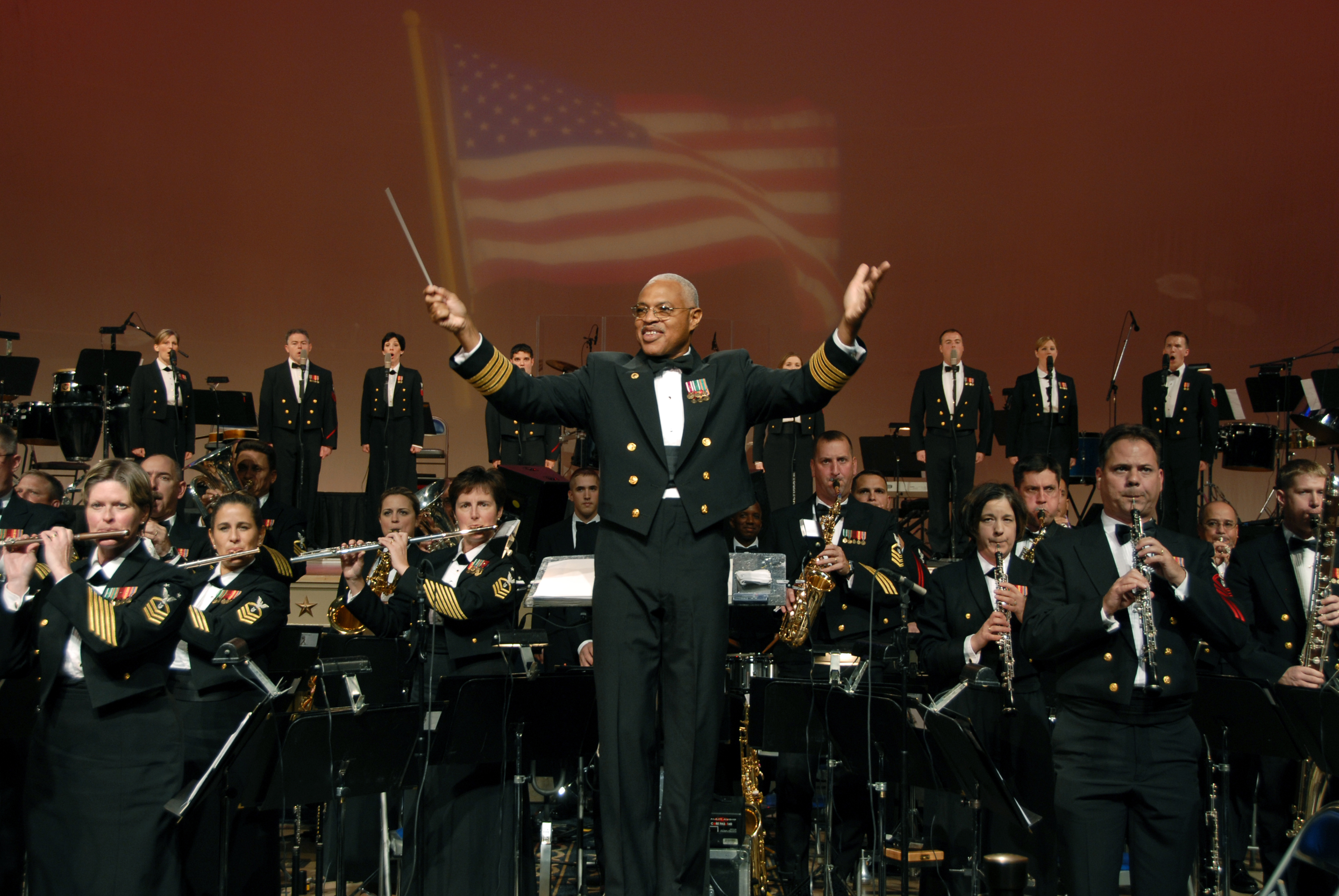
Konzert der United States Air Force Band

Das Konzerthaus wird heute auch genutzt für Konzerte, Abschlussfeiern, Konferenzen, Tagungen, Fernsehereignisse und andere Veranstaltungen. Hier fand die Premiere von Mr. Smith geht nach Washington statt. Es war der Ort, wo 1983 Eddie Murphy Delirious gedreht wurde, 2002 wurde hier Martin Lawrence Live: Runteldat gefilmt. Chris Rocks HBO special zeichnete hier 2004 sein Album Never Scared auf. Whitney Houston gab hier 1997 ihr Classic Whitney Konzert. Auch Jeopardy und Glücksrad wurden in der Halle gefilmt. 2004, 2005, 2007 und 2008 fanden die Jahrestagung des internationalen Währungsfonds und der Weltbank-Gruppe (World Bank Group) dort statt. Robin Williams nahm 2009 sein Weapons of Self Destruction in der Halle auf.
Vor der Eröffnung des John F. Kennedy Center for the Performing Arts im Jahr 1971 war die Halle mehrere Jahrzehnte die Heimat des National Symphony Orchestra und der wichtigste Veranstaltungsort der Stadt für klassische Musiker. Einige der ersten Mainstream Country-Musik Konzerte fanden organisiert von Connie B. Gay dort statt. Ausverkaufte Filmveranstaltungen der National Geographic Society wurden jahrzehntelang dort präsentiert, dreimal in der Woche bis 1990, danach fand die Veranstaltung im National Geographic theater eine Meile nördlich statt. Die freien Sonntagskonzerte der United States Air Force Band, mit berühmten Gastkünstlern sind sehr beliebt, ebenso die Weihnachtsshow der Band.
Im Jahr 1939 wurde der afroamerikanischen Sängerin Marian Anderson von dem Mann, der den Konzertsaal verwaltete, die Möglichkeit verweigert, hier zu singen. Die First Lady Eleanor Roosevelt gab daraufhin aus Protest ihre Mitgliedschaft bei D.A.R. auf. Die Organisation gab später ihre rassistische Politik der Ausgrenzung auf und Anderson gab 1943 in der Constitution Hall ein Benefizkonzert für das amerikanische Rote Kreuz; 1964 wählte sie ihn als ersten Ort ihrer Abschiedstournee.
Jeder US-Präsident seit Calvin Coolidge besuchte in der Constitution Hall mindestens eine Veranstaltung.